# Adamou Namata
Adamou Namata (* 1954 in Taza) ist ein nigrischer Manager und Politiker.

## Leben
Adamou Namata besuchte von 1961 bis 1967 die Grundschule in Affala, danach die Mittelschule in Tahoua und das Lycée national in Niamey. Er studierte zwei Jahre lang Rechtswissenschaften an der Universität Lomé in Togo, gefolgt von einem von 1977 bis 1979 dauernden Studium an der Universität Abidjan in der Elfenbeinküste, die er mit einem Abschluss in Handelsrecht verließ. Er arbeitete anschließend für die Entwicklungsbank Nigers, deren Rechtsabteilung er von 1979 bis 1980 leitete, um später deren Direktor für Auslandsbeziehungen zu werden.
Namata gehörte 1991 zu den Gründungsmitgliedern der Partei Demokratische und soziale Versammlung (CDS-Rahama) und wurden deren Generalsekretär. Diese Funktion, als Nummer zwei hinter dem Parteichef und Staatspräsidenten Mahamane Ousmane, hatte er lange Jahre inne. Ab 1992 arbeitete er einige Zeit lang als Generaldirektor des staatlichen Erdölunternehmens Société Nigérienne des Produits Pétroliers (SONIDEP). Adamou Namata wurde 2001 unter Staatspräsident Mamadou Tandja (MNSD-Nassara) Minister für Wasserwirtschaft, Umwelt und den Kampf gegen die Desertifikation in der Regierung von Premierminister Hama Amadou (MNSD-Nassara). Sein Vorgänger als Minister für Wasserwirtschaft war Akoli Daouel (PUND-Salama). Der Minister für Umwelt und den Kampf gegen die Desertifikation war zuvor Issoufou Assoumane (UDFP-Sawaba) gewesen. Während Namatas Amtszeit wurden der Dallol Bosso, der Dallol Maouri und das Feuchtgebiet am mittleren Niger II in die Liste der Ramsar-Gebiete in Niger aufgenommen. Im Jahr 2004 wurde Namata von Abdou Labo (CDS-Rahama) als Minister abgelöst.
Er wirkte später als Mitglied des Verwaltungsrats der Bank für Investitionen und Handel der Gemeinschaft der Sahel-Sahara-Staaten. In der CDS-Rahama geriet die Führungsrolle von Mahamane Ousmane zunehmend in Kritik und Adamou Namata gehörte 2012 zu den prominentesten Namen bei einer Welle von Parteiaustritten. Er fand in der regierenden Nigrischen Partei für Demokratie und Sozialismus (PNDS-Tarayya) eine neue politische Heimat. Namata wurde Abgeordneter in der Nationalversammlung, wo er den Vorsitz des Parlamentsausschusses für Finanzen und Budget übernahm.